# T-cell

T-celler eller T-lymfocyter är en typ av vita blodkroppar som tillhör den adaptiva delen av kroppens immunförsvar. De utbildas för att känna igen specifika patogener. Vid en första infektion med en specifik patogen tar det cirka en vecka innan det adaptiva immunförsvaret är fullt utvecklat.
Förstadier till T-celler bildas i benmärgen. Namnet "T-cell" kommer av att de sedan genomgår en mognadsfas i thymus, brässen. Mogna T-celler patrullerar i blodet och lymfsystemet i väntan på att de ska känna igen de delar av ett patogen de är specifika för. För att en T-cell ska känna igen ett antigen krävs en antigenpresenterande cell (APC).
T-celler tillhör immuncelltypen lymfocyter, och kan skiljas från andra lymfocyter som B-celler och NK-celler, genom att de har en särskild receptor på sin cellyta. Flera olika undergrupper av T-celler har upptäckts, var och en med en särskild funktion.

## Typer

### T-hjälparceller
T-hjälparceller (effektor-T-celler eller TH-celler) fungerar som "mellanhänder" i det adaptiva immunsystemet. När de aktiverats delar de sig snabbt och utsöndrar små proteiner som kallas cytokiner, som reglerar eller bistår i immunförsvaret. Beroende på vilka cytokinsignaler som uppfattas, differentierar de till TH1, TH2, TH3, TH17, THF, eller en av andra undergrupperna av T-celler, som utsöndrar olika cytokiner.

### Cytotoxiska T-celler
Cytotoxiska T-celler (TC-celler, eller CTL:s) förstör virusinfekterade celler och tumörceller, och är också inblandade i avstötning av transplantat. Dessa celler kallas även CD8+ T-celler (associerade med MHC klass I), eftersom de uttrycker CD8 glykoprotein på ytan. Genom interaktion med hjälpar-T-celler kan dessa celler omvandlas till regulatoriska T-celler, som förhindrar autoimmuna sjukdomar såsom "experimental autoimmune encephalomyelitis" .

### Minnes-T-celler
Minnes-T-celler är en undergrupp av antigen-specifika T-celler som kvarstår under lång tid efter en infektion har tagits om hand. De expanderar snabbt till ett stort antal effektor-T-celler om de på nytt utsätts för deras motsvarande antigen, vilket ger immunsystemet "minne" mot tidigare infektioner. Minnes-T-celler består av två subtyper: centrala minnes-T-celler (TCM-celler) och effektor-minnes-T-celler (TEM-celler). Minnes-celler kan vara antingen CD4+ eller CD8+.

### Regulatoriska T-celler
Regulatoriska T-celler (Treg-celler), tidigare känd som suppressor-T-celler, är av avgörande betydelse för upprätthållande av immunologisk tolerans. Deras viktigaste uppgift är att stänga av cell-medierad immunitet i slutet av en immunreaktion och att undertrycka auto-reaktiva T-celler som undkommit processen för negativt urval i brässen. Två stora klasser av CD4+ regulatoriska T-celler har beskrivits; Naturligt förekommande T-reg-celler samt adaptiva Treg-celler. Naturligt förekommande Treg-celler (även kallade CD4+ CD25+ FoxP3+ Treg-celler) uppkommer i brässen, medan adaptiva Treg-celler (även känd som Tr1-celler eller Th3-celler) kan uppkomma under en normal immunrespons. Naturligt förekommande Treg-celler kan skiljas från andra T-celler genom förekomsten av en intracellulär molekyl som kallas FoxP3. Mutationer i genen FOXP3 kan förhindra utvecklingen regulatoriska T-cellernas, vilket orsakar en dödlig autoimmun sjukdom IPEX.

### Naturliga mördar-T-celler
Naturliga mördar-T-celler (NKT cells) är en särskild typ av lymfocyter som har egenskaper både från det adaptiva immunförsvarets T-celler och det ospecifika immunförsvarets naturliga mördarceller (NK-celler). Till skillnad från vanliga T-celler som känner igen en peptid-antigen som presenteras av MHC-molekyler, så känner NKT-celler igen glykolipid-antigen som presenteras av en molekyl som kallas CD1d. När dessa celler aktiverats kan de utföra funktioner som vanligen tillskrivs både TH och TC-celler (det vill säga cytokinproduktion och utsläpp av cytolytiska apoptos-molekyler).

### γδ-T-celler
γδ-T-celler, (gamma-delta-T-celler) utgör en liten del av T-cellerna, och har en speciell typ av  T-cellsreceptor (TCR) på sin yta. En majoritet av T-cellerna har en TCR bestående av två glykoproteinkedjor, α- och β-TCR. Men i γδ T-celler består T-Cellsreceptorn av en γ-kedja och en δ-kedja. Denna grupp av T-celler är mycket ovanligare (5 % av det totala antalet T-celler) än αβ T-celler, och förekommer främst i tarmen, i en grupp av lymfocyter som kallas intraepiteliala lymphocyter (IEL:s). De antigena molekyler som aktiverar γδ T-celler är fortfarande okända. Men γδ T-celler är inte MHC begränsade och verkar kunna känna igen hela proteiner i stället för peptider presenterade på MHC molekyler på antigenpresenterande celler. Vissa känner igen MHC klass IB molekyler dock. Mänskliga Vγ9/Vδ2-T-celler, som utgör den största γδ-T-cell-populationen i perifert blod, är unika i att de specifikt och snabbt reagera på en liten icke-peptidal mikrobiell metabolit, HMB-PP, en isopentenyl pyrofosfat-prekursor.